# カトリック主税町教会
カトリック主税町教会（カトリックちからまちきょうかい）は、日本の愛知県名古屋市にあるカトリックの聖堂である。1887年（明治20年）に設立された名古屋で最も古いカトリック教会である。また、1962年（昭和37年）に布池教会が設立されるまでは名古屋知牧区の知牧区長座教会であった。現在では小教区の教会ではなく、名古屋教区の記念聖堂となっている。

## 所在地
主税町教会は、愛知県名古屋市東区主税町3丁目33番地に位置している。主税町には主税町教会を含め、明治時代からの近代洋風建築が集中している。そのため名古屋市は主税町とその周辺の白壁、撞木町を「白壁・主税・橦木町並み保存地区」に指定している。また、この保存地区は名古屋城から徳川園にいたる「文化のみち」を構成している。

## 歴史

### 主税町教会の設立
名古屋でカトリックの布教を始めたのは井上秀斎だった。1887年（明治20年）、フランスのパリ外国宣教会から神父であるエルネス・ツルペンが名古屋を訪れ、井上の名義で主税町にあった420坪の武家屋敷の敷地を購入し、仮設の教会に転用した。仮聖堂は武家屋敷時代の建物が転用され、木造平屋建てで、仮聖堂のほかにもツルペンの住宅や信徒の控室も兼ねていた。この1887年（明治20年）時点での名古屋（岐阜を含む）におけるカトリック信徒の数は97人だったという。さらにツルペンは1890年（明治23年）までに啓蒙小学校と救老院、司祭館（現在の信者会館）を設立した。啓蒙小学校と救老院も仮聖堂と同様に、木造平屋建てだったという。
1891年（明治24年）には主税町教会は宣教師と日本人との対話形式でキリスト教の教えについて述べた本を出版した。このことから、瀬口 (2013)は、主税町教会が書籍による布教活動を行っていたとしている。1893年（明治26年）10月には『聖教理証』、1894年2月には『天主公教小略』、1896年12月には『公教要旨』、1897年（明治30年）3月には『公教小略』という書籍がそれぞれ出版された。1887年（明治20年）から1903年（明治36年）までの15年間で主税町教会での受洗者数は624人に上った。

### 聖堂の建設
1903年（明治36年）12月にツルペンは名古屋を去った。その後、千葉からシェレル神父が赴任してきた。シェレルのもとで、新たな聖堂が建設されることとなった。聖堂の建築は1904年（明治37年）8月8日に始まり、同年10月20日に竣工。同月23日に祝別が行われた。啓蒙小学校は1904年（明治37年）3月に、救老院は1906年（明治39年）に閉鎖された。1903年（明治36年）から1922年（大正11年）までの主税町教会での受洗者数は134人だった。
1922年（大正11年）2月、主税町教会はパリ外国宣教会からドイツの神言会に移譲された。神言会によって、東京教区の一部だった愛知県と岐阜県、また、新潟使徒座知牧区の一部だった富山県、石川県、福井県を合わせた名古屋使徒座知牧区が設立された。新潟使徒座知牧区長だったドイツ人のヨゼフ・ライネルス神父が名古屋使徒座地牧区の臨時管理者に任命され、彼のもとで主税町教会は知牧区長座聖堂となった。名古屋知牧区成立時には司祭が定住している教会は主税町教会を始め、金沢教会、富山教会の3つがあり、信徒数はおよそ185人だったという。同年には主任司祭だったヴィルメス神父のもとで教会附属の聖母幼稚園が設立された。1930年（昭和5年）1月には知牧区長館が新築された。これによってそれまで知牧区長館として用いられていた建物は信者会館となった。
1940年（昭和15年）または1941年（昭和16年）、ライネルス神父は名古屋地牧区長を辞任した。その後、1945年（昭和20年）3月6日に松岡孫四郎神父が名古屋兼新潟地牧区長に任命され、就任式が主税町教会において行われた。1945年（昭和20年）11月から1951年（昭和26年）12月までのおよそ6年間で主税町教会での受洗者数は494人だった。1962年（昭和37年）には松岡のもとで新たにカトリック布池教会が設立された。その1か月後に名古屋地牧区は司教区である名古屋教区に昇格し、布池教会が司教座聖堂となった。
1952年（昭和27年）、主税町教会には平田義雄神父が赴任してきた。この頃には聖堂の老朽化が進んでおり、1959年（昭和34年）の伊勢湾台風を受けて建て替えが行われることになった。建て替えのための資金集めは1985年（昭和60年）までかかった。もともとは元ある聖堂を新たに建て替えるという計画だったが、工事直前になって平田の希望により、建て替えではなく修復という形になった。聖堂の修復工事は名古屋市に本社を置く工務店である辰建が手掛け、1985年（昭和60年）に行われた。

### 現状
現在、主税町教会は小教区の教会ではなく、名古屋教区発祥の教会として記念聖堂となっている。ただし、2015年（平成27年）12月から2016年（平成28年）11月にかけて開催された「いつくしみの特別聖年」においては主税町教会でゆるしの秘跡とミサが行われた。また、2017年（平成29年）10月から2021年（令和3年）3月まで、主税町教会では月に2回、第2・第4木曜日に聖体礼拝が行われ、その開始時と終了時にはミサが行われていた。

## 建築

### 聖堂
主税町教会の聖堂は1904年（明治37年）に建設された、木造平屋建て、浅瓦葺き、切妻造をした面積約200平方メートルの建物である。正面玄関ポーチには三連アーチがかかっており、屋根の上には十字架が設けられている。正面玄関は1922年（大正11年）に教区座聖堂に昇格した際に設けられた。太平洋戦争後には、なるべく多くの人を収容するために側廊が増築された。伊勢湾台風後、老朽化を受けて1985年（昭和60年）には外壁や屋根、外壁の改修が行われた。
2012年（平成24年）現在、聖堂のオルガンや祭壇は創建当時のものが用いられている。また、創建当時から床は畳敷きだったが、これは2003年（平成15年）にフローリング化された。

### 司祭館

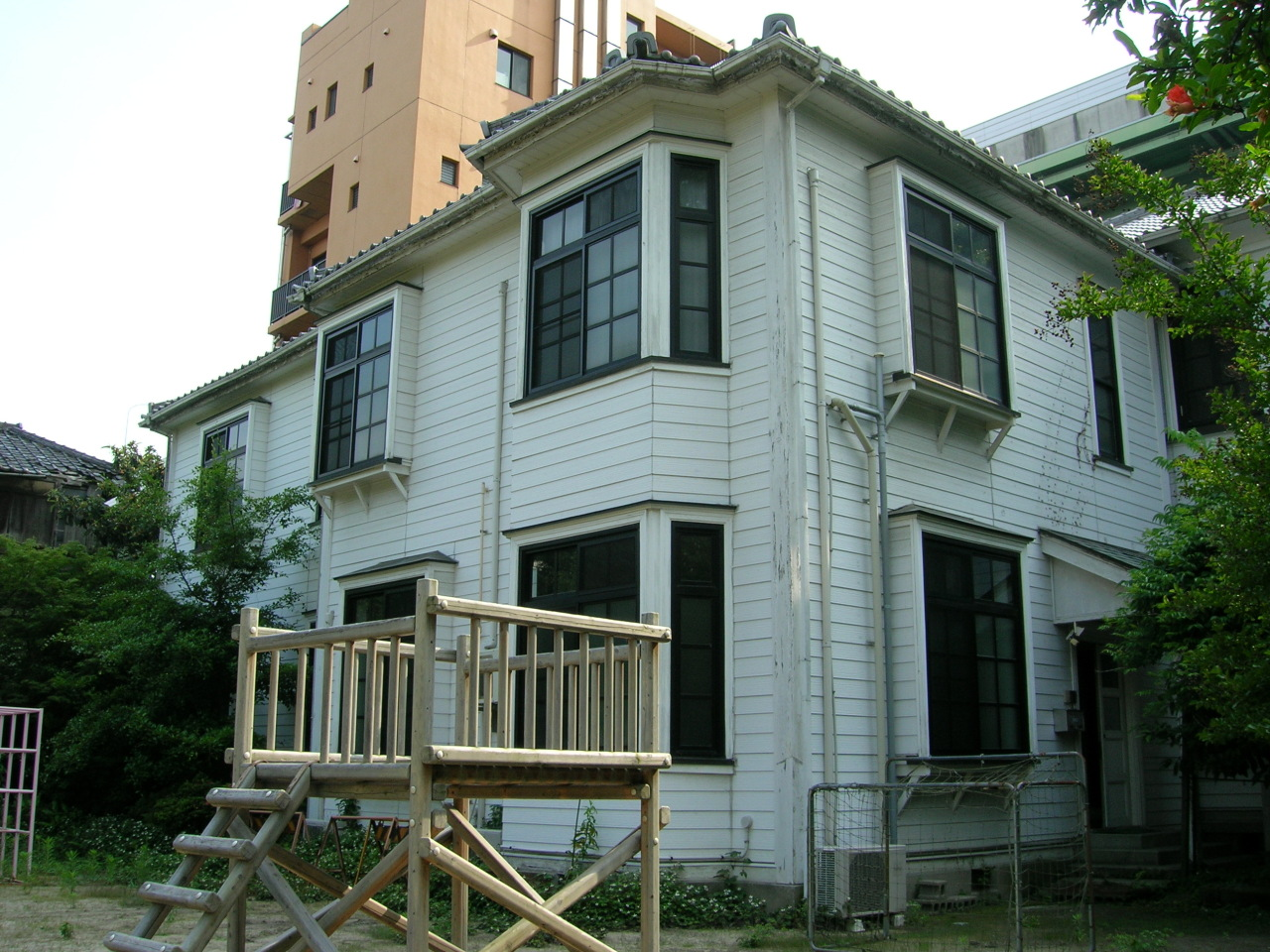
司祭館（2008年）

司祭館は、1930年（昭和5年）1月にスイス人建築家であるマックス・ヒンデルの設計により教区長館として建設された、木造2階地下1階建ての浅瓦葺きの洋風建築の建物である。外壁は下見坂張りになっており、横板が張られているほか、ペンキ塗りとなっている。

### 信者会館

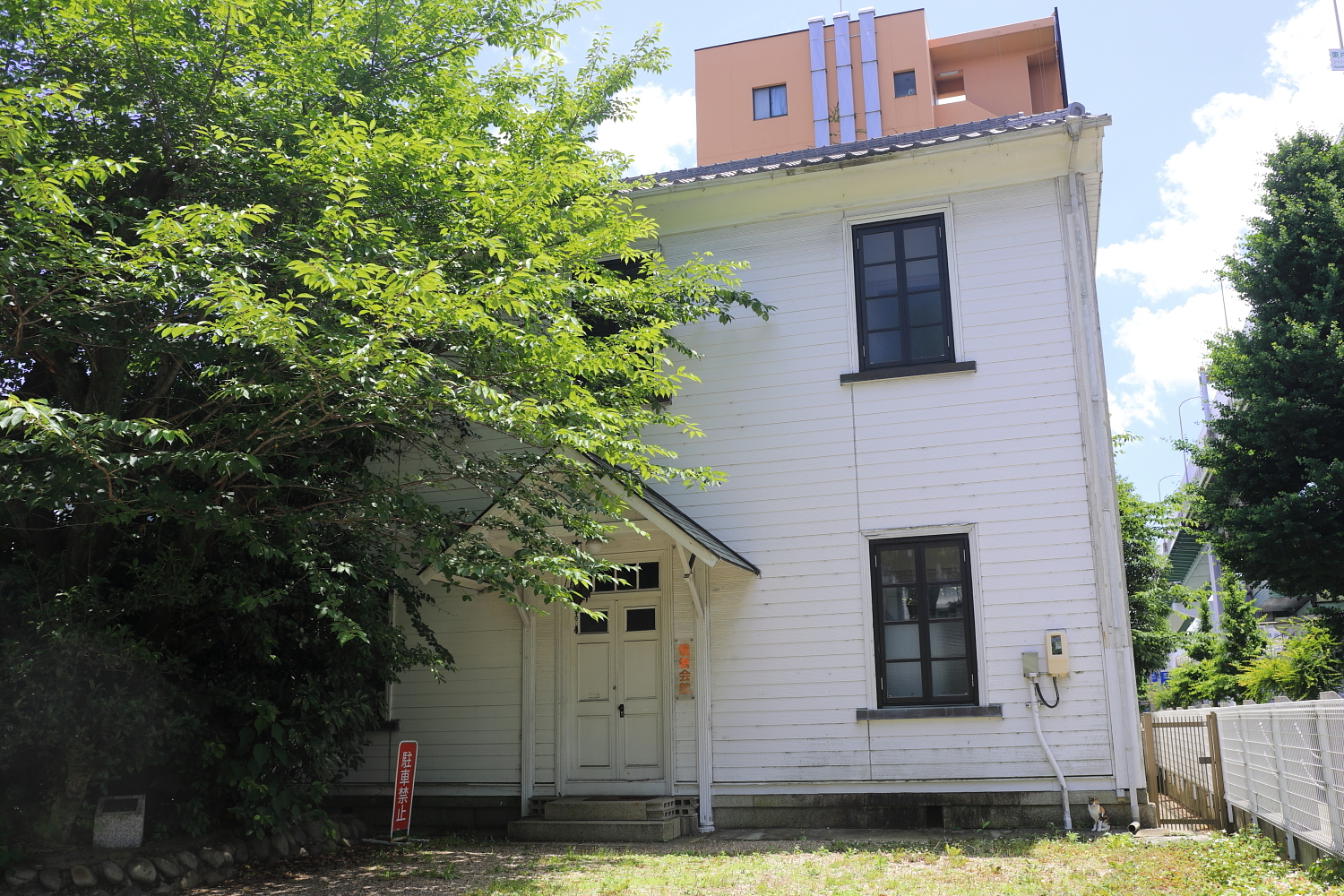
信者会館（2008年）

信者会館は、明治時代にツルペン神父のもとで建設された、木造2階建てで桟瓦葺、切妻造の玄関が設けられた植民地様式を基本にした洋館である。もとは司祭館として用いられていたが、1930年（昭和5年）に現在の司祭館が建設されたことで信者会館となった。建築年は不明だが、瀬口 (2013)は、濃尾地震以前の1889年（明治22年）から1892年（明治25年）の間に建設されたと推測している。1980年（昭和55年）に名古屋市の区画整理事業の一環で教会の西側に面している国道41号が拡幅され、それによって西側の一部が切断・撤去された。建築資材にはアメリカ合衆国産のチークが用いられている。

### 鐘楼
主税町教会の鐘楼は1890年（明治23年）頃に建てられたが、1965年（昭和40年）頃には撤去された。その後、1990年（平成2年）に写真に基づいて復元された。鐘楼の鐘は1890年（明治23年）にフランスのマルセイユで製造されたものが用いられている。鐘は太平洋戦争中に供出されて行方不明になっていたが、戦争終結後に信徒たちが捜索し、三重県で発見された。

### ルルド洞穴

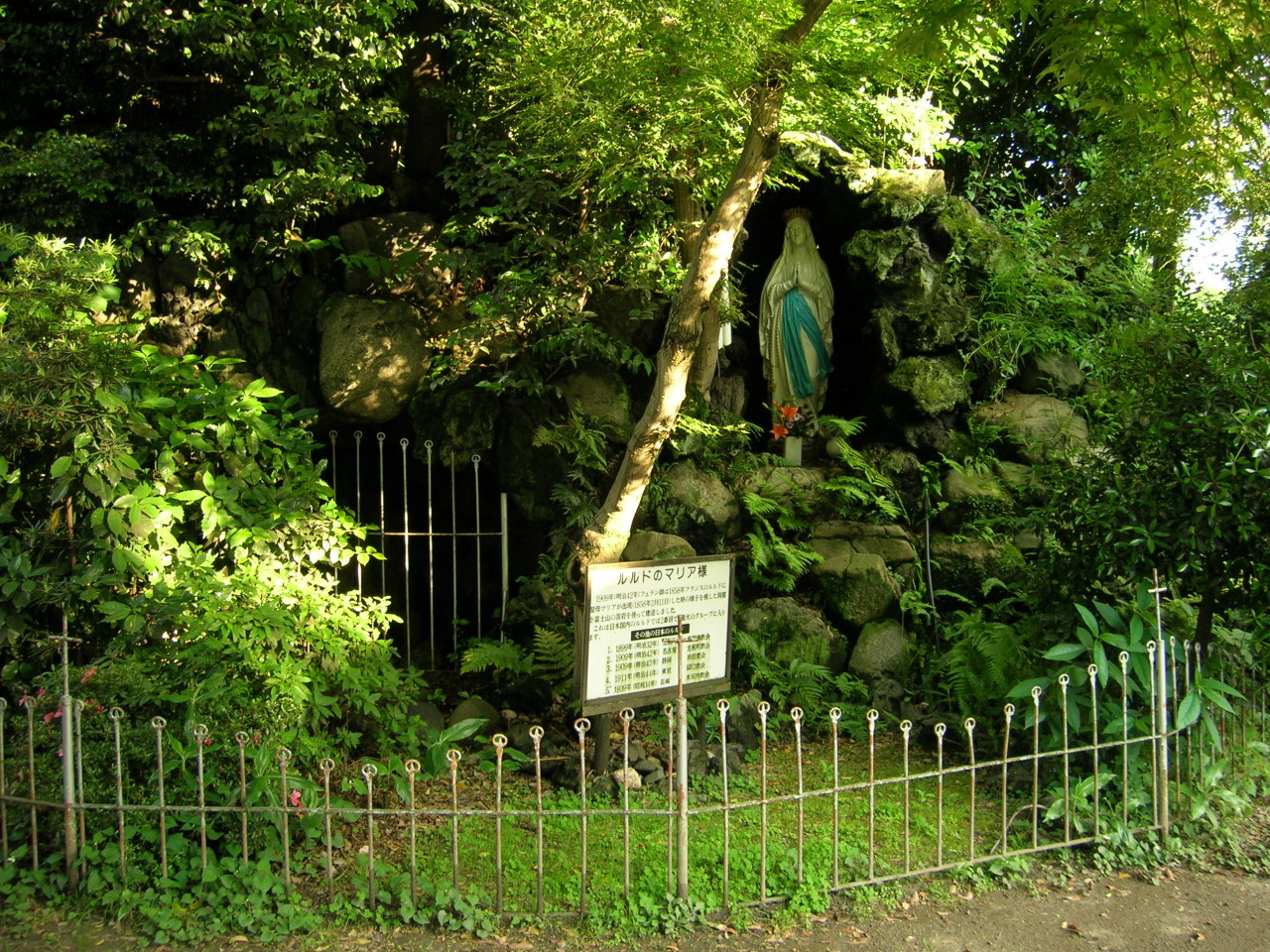
ルルド洞穴（2008年）

教会敷地の南東部にあるルルド洞穴は富士山の火山岩を用いて作られており、1909年（明治42年）にフェラン神父より祝別を受けている。

## 文化財

### 国の登録有形文化財

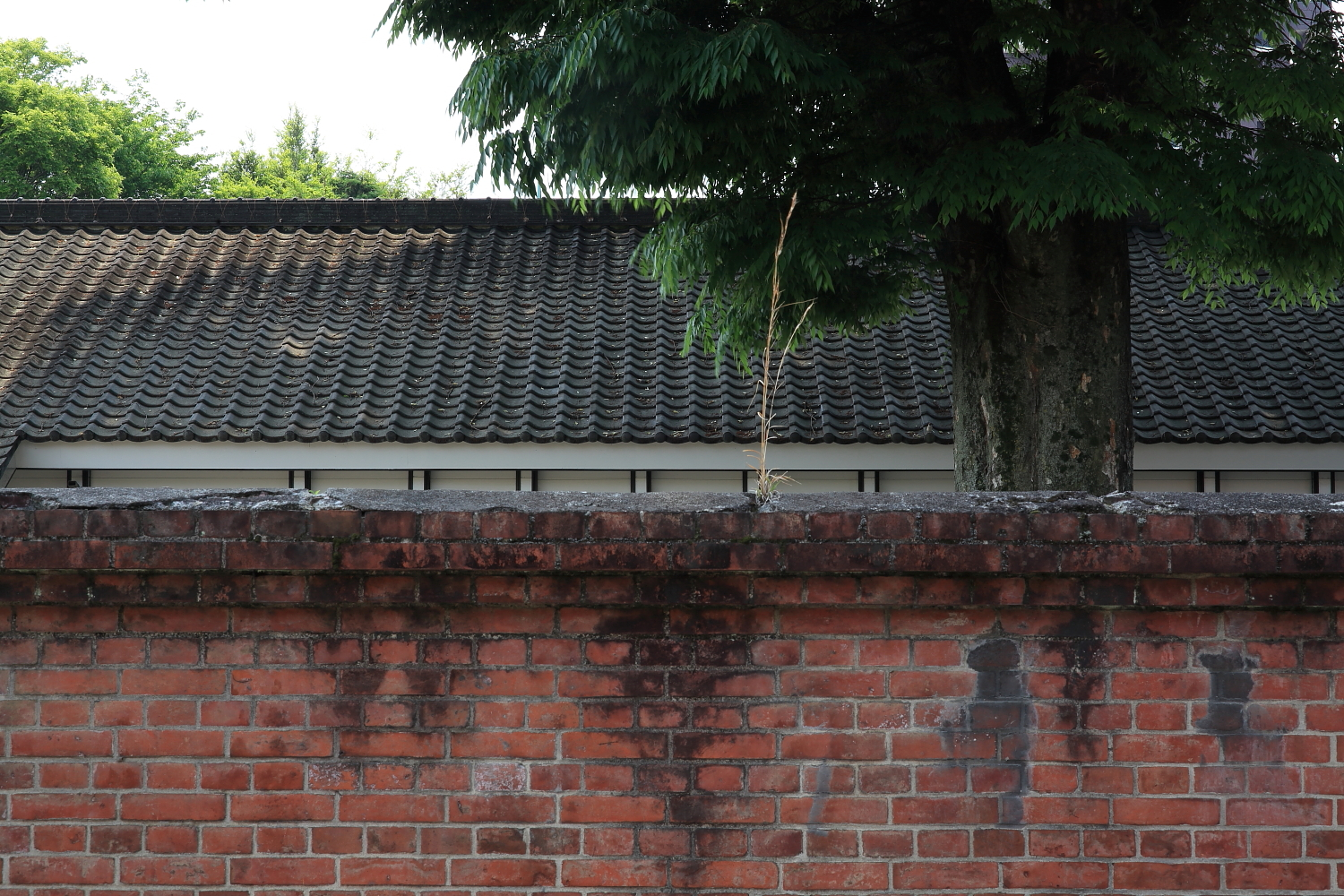
煉瓦塀（2008年）

- 司祭館 - 2011年（平成23年）7月25日登録[32]
2014年（平成26年）10月には愛知登文会によって、愛知県内の37件の登録有形文化財の特別公開（後のあいたて博）が初めて行われたが、この際にはカトリック主税町教会も公開の対象となった[39]。
- 信者会館 - 2011年（平成23年）7月25日登録[32]
- 煉瓦塀 - 2011年（平成23年）7月25日登録[40]
主税町教会の煉瓦塀は、ツルペン神父が現在の境界の敷地を購入した際に教会施設とともに作られた[41]。教会敷地の北側である主税町筋沿いに設けられている煉瓦造りの塀である。総延長29メートル、高さが2.1メートル。切り石が2段積まれた上にイギリス積みで設けられている[40]。

### 名古屋市都市景観重要建築物等
- 礼拝堂 - 1992年（平成4年）10月5日指定[42][43]
- 司祭館 - 1992年（平成4年）10月5日指定[42][43]
- ケヤキ - 1996年（平成8年）2月28日指定[44][43]
樹高19メートル、幹回り3.19メートルのケヤキの木。武家屋敷のころの名残りの木であると推測されている[45][1]。

## アクセス
- 名古屋市営地下鉄桜通線 高岳駅から徒歩で約10分[36]。
- 名古屋市営地下鉄名城線 名古屋城駅から徒歩で約15分[5]。
- 名古屋市営バス・名鉄バス（基幹バス）「清水口」停留所下車、徒歩で約5分[5]。